# 寿城池駅
寿城池駅（スソンモッえき）は、大韓民国大邱広域市寿城区にある大邱交通公社（DTRO）3号線の駅である。駅番号は338。副駅名は「TBC」。

## 駅構造
相対式ホーム2面2線の高架駅。
のりば
※のりば番号の設定は無し。
| 上り | ●大邱都市鉄道3号線 | 黄金・オリニセサン・漆谷慶大病院方面 |
| 下り | ●大邱都市鉄道3号線 | 池山・凡勿・龍池方面                 |

## 駅周辺
- TBC本社 - 副駅名の由来
- 大邱斗山初等学校
- 大邱南陽学校
- 寿城池 - 駅名の由来
- 寿城遊園地
- アルテ寿城ランド
- 斗山洞古墳群
- 寿城アートピア
- 大邱国楽FM放送
- 斗山洞住民センター

## 歴史
- 2015年4月23日: 3号線の開業とともに開業。

## 隣の駅
大邱交通公社
●3号線
黄金駅 (337) - 寿城池駅 (338) - 池山駅 (339)